# Jodie Copelan
Jodie Copelan est un réalisateur et un monteur américain. Il a notamment réalisé des westerns, séries télévisées ou films de cinéma.

## Filmographie

### Réalisateur
- Douze épisodes de Sky King, série télévisée de western (1956-1958)
- Ambush at Cimarron Pass, exploité en France sous le titre Le cri de guerre des Apaches, western (1958)
- Un épisode de Colt 45 (en), série télévisée de western (1959)
- Un épisode du Betty Hutton Show (1960)

### Monteur
- Cinq épisodes du Fugitif
- Dix épisodes des Envahisseurs
- Quatre épisodes de Mission Impossible
- Trois épisodes de Starsky et Hutch
- 1961 : Traquées par les Japs (Seven Women from Hell) de Robert D. Webb